# Détroit de Nouvelle-Géorgie
Le détroit de Nouvelle-Géorgie est un détroit de la mer des Salomon qui passe au milieu des îles Salomon. Il est bordé par les îles Choiseul et Santa Isabel au nord, Vella Lavella, Kolombangara, la Nouvelle-Géorgie et l'île Russell au sud. La pointe ouest de Vella Lavella et Tanatau Point, sur  Nggela Pile, sont les limites ouest et est du détroit.

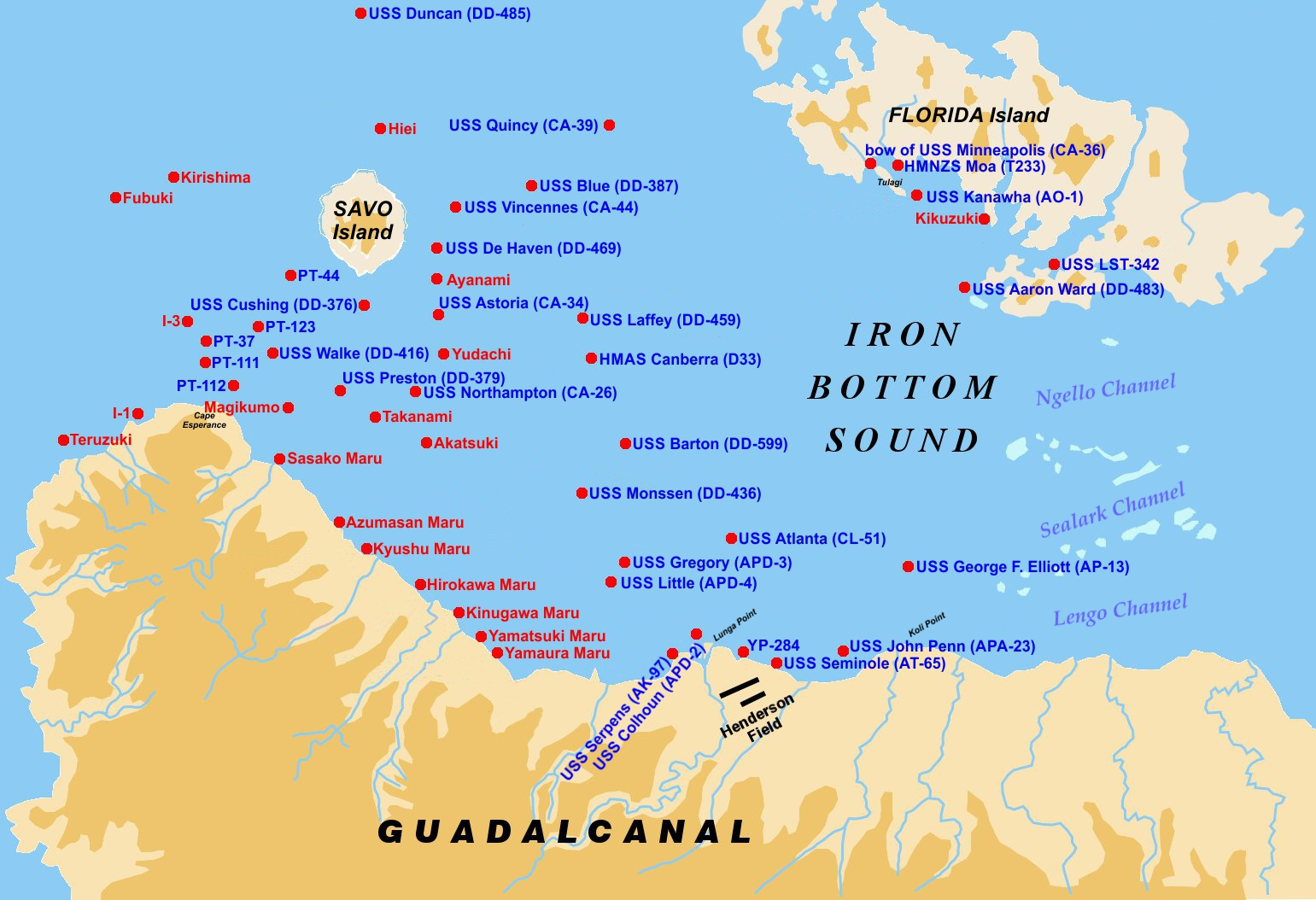
Les épaves identifiées dans le fond de ferraille.

Pendant la Seconde Guerre mondiale, le détroit était surnommé la rainure (the slot) par les combattants alliés, apparemment en raison de l'important trafic naval qui le traversait.
Les opérations régulières de ravitaillement et de renforts des défenseurs japonais de Guadalcanal avaient reçu le surnom de Tokyo Express. 
Un certain nombre de batailles navales eurent lieu dans ou aux alentours du détroit en 1942 et 1943. Le nombre de bâtiments coulés dans le détroit aux alentours de Guadalcanal avait valu à la partie du détroit comprise entre les îles Florida et Guadalcanal,  le surnom de fond de ferraille (Iron Bottom Sound).